# 側入體位

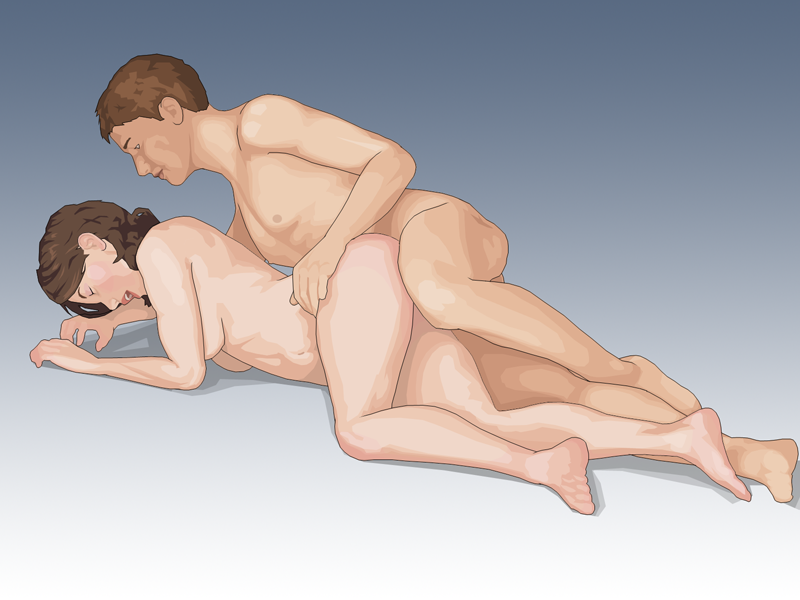
侧入体位

側臥、側進式、側入體位或“小湯匙偎合”（英语：spooning－the spoons position）是一種男女依偎纏綿的形容，意指女人側躺，男人也同方向像是側邊疊合排列的小湯匙般，彼此側臥擁抱（cuddle），或用於行房姿態的描述。

## 概述
有偏方建議想生女孩的夫妻，採用交合較淺的姿勢，比如“側臥位”或“後側位”：

### 側臥位
“側臥位”（前側位、対面側位）：男女均側臥，彼此面對面，可以互相擁抱、親吻、愛撫。

### 後側位
“後側位”（背面側位）：女性側臥，稍微向後翹起臀部，男性由後側交合。男方可將手繞過女方腋下，對女性乳房愛撫。此體位亦適用於夫妻雙方體型差別較大時，使用此體位時，女性容易感到極度的舒適敏感而潮濕，容易到達高潮。

### 其他
- 標準式－女方側躺，在頭的下方墊枕頭作為支撐。而男方以跪坐的方式交合。
- 直角式－女方側躺，一手抵住床將頭抬起，一隻腳沿著床面伸展，另一隻腳呈90度舉向空中，與身體垂直。而男方以跪坐姿勢，並抱著女方高舉的腿。
- 背對式－與後側位稍有不同，女方上半身背對男方，只有下半身是側躺，雙腿以90度的方式於床上伸展。而男方以跪坐姿勢。
- 抱胸式－女方側躺，將膝蓋靠住胸口抱住；而男方跪坐在女方小腿旁，從側面交合。是一種容易懷孕的姿勢。

## 適用性
緩解背痛的不同姿勢
對於不耐屈曲型（通常在彎腰摸腳趾時會疼痛加劇，久坐後也會背痛）這類背痛者，有研究認為應避免側姿。
此外，針對另外一種不耐伸展型的背痛者（可能在平臥或趴臥時感到疼痛），有研究認為側姿較其他體位更能緩解疼痛。

## 傳統文獻
傳統漢字古籍記載有若干描述妇人採側臥位姿的變換。

### 固精
|  | 「一益曰固精。 令女側臥張股，男側臥其中，行二九數，數畢止。 令男固精，又治女子漏血。日再行，十五日愈。」 |

“固精”式（女方側臥張股、前側位）中醫學認為能刺激八髎穴，有助於活化骨盆腔，改善有些女性經血量多或斷斷續續的症狀。
而男方若能調節紧张程度、適度延緩動作（此式動作以男方控制為主）避免早發性射精，對前列腺亦有保健效益。

### 利藏
|  | 「三益曰利藏。 令女側臥，屈其兩股，男橫臥，卻刺之，行四九數，數畢止。 令人臟氣和，又治女門寒。日四行，二十日愈。」 |

“利藏”式（女方併腿屈膝、後側位）是相當深入的姿勢。中醫學認為可使尾骶骨的長強穴、髀關節、大腿骨幾個相關肌肉群如梨狀肌、內閉孔肌等受到帶動，間接影響膀胱括約肌。有助改善男性遺精。

### 強骨
|  | 「四益曰強骨。 令女側臥，屈左膝，伸其右股，男伏刺之，行五九數，數畢止。 令人關節調和，又治女閉血。日五行，十日愈。」 |

“強骨”式（女方屈左膝、後側位）對女性作用部位是以右側阴道壁為主。
中醫學認為許多女性疾病起因於經血瘀積阻塞，若以相關穴位讓氣血通暢就能對治。

### 調脈
|  | 「五益曰調脈。 令女側臥，屈其右膝，伸其左股，男據地刺之，行六九數，數畢止。 令人脈通利，又治女門辟。日六行，二十日愈。」 |

相對於“強骨”式的“伏刺”，“調脈”式的動作（“據地刺之”）較劇烈。研究認為若男方適度操作，對阴茎背、阴茎左右側的血液循環有幫助。此外，由於交合部位不深（女方屈右膝、前側位），可藉陰蒂等敏感部位的性刺激對治阴道乾澀，並活化女方左側阴道壁等區域。
此外，研究認為，若女人腹腰較冷（即氣血循環不良），配合行使此式或有暖腹的功用，效果則因人而異，甚至能改善懷孕困難及習慣性流產等狀況，對增加受孕機會有所幫助。
對身材較纖細的女人而言，相較於正常體位，若女方轉側身，並將其中一隻腳舉高，也可減少承受男方身體的重量（男方約呈跪姿、臀部懸空在上）。

### 其他
鴛鴦合
「十、鴛鴦合：
令女側臥，舉兩腳安男股上，男於女背後騎女下腳之上，豎一膝置女上股……」
驥騁足
「十九、驥騁足：
令女仰臥，男蹲，左手捧女項，右手擎女腳……」

## 注解
1. ↑  女方側臥開腿，男方面對面側臥在女方兩腿之間。交合每9下一數（適度停歇）數到2个9下（共18次）为止。一天2至5回，連續15天为一疗程。能改善女人月經崩血及淋露過多症狀。
2. ↑  指骶椎附近的经络，“上髎、次髎、中髎、下髎”左右两邊共八個穴位。參見 次髎穴。
3. ↑  參見 月经失调
4. ↑  參見 足太阳膀胱经
5. ↑  女方側臥、併腿屈膝（臀部稍突出）男方橫臥、面向女方背側密貼（腹部約貼緊女人臀部的承扶穴[註 4]（臀橫紋（英语：Gluteal sulcus）中點）充分愛撫。交合每9下一數（適度停歇）數到4个9下（共36次）為止。一天4至8回，20天为一疗程。能改善女性下體寒（性冷感）。
6. ↑  長強穴是督脉第一個穴道。督脈從長強穴往上，繞過頭頂百會穴，一直到上唇内的齦交穴。督脈，顧名思義，有督導臟腑氣血循環的效用。
7. ↑  女方側臥（向右）、左膝彎屈（右腿伸直）。男方或依偎、愛撫。從女性臀下交合。每9下一數（適度停歇）數到5个9下（共45次）為止。一天5至10回，10天为一疗程。能治癒女人經血不通。
8. ↑  參見 項目簡表：女性盆腔和生殖器疾病
9. ↑  女方側臥、右膝彎屈（左腿伸直）。男方從正面交合。每9下一數（適度停歇）數到6个9下（共54次）為止。一天6至10回，20天为一疗程。能使男人氣脈循環通暢，並治癒女人阴道乾澀。
10. ↑  陰莖背動脈（英语：Dorsal artery of the penis）是少數男性過度興奮交合，偶爾會受傷甚至裂開出血的敏銳部位。與阴茎腹側相較，阴茎背的血液供應較豐富、過敏起瘡疔的機會也較多
11. ↑  阴道乾澀，參見女性性喚起障礙
12. ↑  一般在在中醫藥材上可適度選擇當歸、川芎、白芍、白朮、茯苓等五項用來煮茶或燉雞，但用量比例需依專業人士診斷指示，通常約二至三錢，約7至11克。
13. ↑  《醫心方》卷第二十八·三十法第十三：“《洞玄子》云：考核交接之勢，更不出於三十法……”

## 外部連結
- （日語）『松葉くずし（松葉崩し）』について （页面存档备份，存于）
- （日語）『背面側位（横臥位）』について （页面存档备份，存于）